# Petru Farago
Petru Farago (n. 6 noiembrie 1977, Arad, România) este un deputat român, ales în 2016. 